# Правительственное здание префектуры Кагосима
Правительственное здание префектуры Кагосима (яп. 鹿児島県庁舎 Кагосимакентё:ся) — 93-метровый и 20-этажный небоскреб, расположенный по адресу 10-1 Камоикешинмати, город Кагосима, префектура Кагосима, Япония. Здание было построено в 1996 году, в нём 14 лифтов. Самый высокий небоскрёб города Кагосима и префектуры Кагосима.